# Mutiloa
Mutiloa est une commune du Guipuscoa dans la communauté autonome du Pays basque en Espagne.

## Étymologie
Une hypothèse très étendue fait provenir le nom de la municipalité de mutil-ola. Mutil signifiant « garçon » en basque et ola (vague) est un mot très commun dans la toponymie basque, signifiant dans un sens restreint, forge, mais qui dans un sens plus vaste peut signifier cheptel ou cabane. Mutiloa (et Mutilola) à l'origine signifient le cheptel du garçon, en ayant perdu le second l de son nom déjà au Moyen Âge. On n'a pas trouvé de document écrit sous le nom de Mutilola pour se référer à Mutiloa, mais cette hypothèse est soutenue dans quelques localités navarraises de Mutilva Alta et Mutilva Baja, dont le nom basque est aussi Mutiloa. En effet sur les registres historiques elles sont appelées Mutilola, c'est pourquoi on peut supposer qu'ils ont souffert d'une évolution semblable au Mutiloa guipuscoan. Il y a aussi eu anciennement à Eibar une forge appelée Mutilola.
Les habitants de Mutiloa reçoivent le nom de mutiloarras. Ce gentilé est commun pour les hommes et les femmes et provient du basque, étant formé par le nom du village et le suffixe -ar qui indique l'appartenance à un lieu.

## Quartiers
La structure de la municipalité de Mutiloa est semblable à celle des petits noyaux ruraux du Guipuscoa.
Le centre du village est formé par un peu plus d'une vingtaine de maisons autour de la mairie, de l'église paroissiale et la place du village. Ce noyau groupe moins de 20 % de la population de la municipalité.
En dominant le noyau du village on trouve le quartier de Liernia (Lierni en basque) formé par plusieurs fermes groupées autour de l'ermitage du même nom. Ce modeste groupement de maisons est le seul noyau d'un certain organisme existant dans la commune à la marge du noyau du village. Ici vivent quelque 10 % de la population de la municipalité. Dans ce quartier il y a deux restaurants.
Le reste de la population (70 %) vit dispersée sur le territoire municipal dans un peu plus d'une cinquantaine de fermes. Les groupements plus ou moins dispersés de fermes forment les quartiers suivant :
- Elbarrena: dans une zone basse de la commune. Une vingtaine de fermes situées de Mutiloa vers Segura dans la vallée du courant Mutiloa.

- Ergoena: une quinzaine de fermes dans la zone plus haute que la commune. Dans la haute partie du bassin du courant Troia.

- Gerriko.

- Lenkaran: une bonne quinzaine de fermes entre Ergoena et le noyau de Mutiloa.

- Murgiondo Aldea: quatre fermes situées à Mutiloa vers le village voisin de Zerain, en suivant le courant du même nom.

- Urbizuaran: 5 fermes situées près de Lierni.

### Sources
- (es) Cet article est partiellement ou en totalité issu de l’article de Wikipédia en espagnol intitulé « Mutiloa » (voir la liste des auteurs).